# Parroquia San Agustín (Monagas)
La parroquia San Agustín es una parroquia del municipio Caripe del estado Monagas, Venezuela. Fue creada en 1987 por la entonces Asamblea Legislativa del estado Monagas (actualmente Consejo Legislativo del Estado Monagas). La cabecera de la parroquia es la localidad de San Agustín. Según el censo de 2011, tiene 4.383 habitantes.

## Límites
La parroquia limita por el norte, linda con el límite oeste de la parroquia Sabana de Piedra, desde el río Santa María, hasta la Quebrada de Cerro Negro. De allí linda con el límite oeste de la parroquia la Guanota, pasando por la Quebrada El Guamo y de allí hasta Cerro Grande. Por el este con la parroquia Teresén, desde Cerro Grande hasta el sitio denominado Las Delicias. Por el sur, desde el sitio denominado las Delicias sigue en línea recta hasta el Cerro El Guácharo. De allí con el límite norte de la parroquia El Guácharo, desde el Cerro El Guácharo hasta Cerro Negro continuando por el límite este del municipio Acosta hasta la Quebrada Barbascal. Por el oeste con el límite norte del estado Monagas y del estado Sucre, comprendido entre la quebrada Barbascal hasta el río Santa María punto de partida.